# 高島郷
高島 郷（たかしま ごう、1974年2月24日 - ）は、日本の元俳優。

## 来歴
俳優の竜崎勝の長男として東京都世田谷区に生まれた。妹に元フジテレビアナウンサー・高島彩がいる。
成蹊中学校・高等学校卒業後、成蹊大学法学部を中退し、俳優活動を始める。
2003年に芸能界を引退し、現在は眼鏡店Zoffを展開する株式会社インターメスティックに勤務する会社員。

## 人物・エピソード
- 2015年に東京マラソンを完走。
- 自宅には20本以上のメガネセットを保有している[3]。

## 出演

### テレビドラマ
- ロマンス（日本テレビ、1999年）
- 月曜ドラマスペシャル「真夏の恐怖劇場3・前世の女」（TBSテレビ、1999年7月26日）
- 向田邦子終戦特別企画スペシャル「あさき夢見し」（TBSテレビ、1999年8月9日）
- アナザヘヴン eclipse 第3話「胸騒ぎの恋の予感」（テレビ朝日、2000年5月4日）
- 早乙女タイフーン（テレビ朝日、2001年7月7日　- 9月22日）

### 情報番組
- オビラジR（TBSテレビ、2007年2月20日・2月27日・3月20日・3月27日）
- 勝手にキャッチコピー委員会（テレビ東京、2013年1月28日）
- ワールドビジネスサテライト（テレビ東京、2014年5月12日、2021年1月）

### 映画
- まぐろのしっぽ。（2000年） - 浦木コウジ 役
- 月（2000年）
- フリーズ・ミー（2000年）
- 回路（2001年） - 学生B 役

### CM
- NEC「カラープロジェクタ ビューライト」（2000年3月）
- ハウス食品「ジャワカレー」（2000年5月）